# 1396

## Události
- 28. září – Turecká vojska dokončila obsazování Bulharska. Po porážce křižáckých vojsk v bitvě u Nikopole se Turci zmocnili města Vidin.
- 23. listopad 15:45–23:09 UTC – přechod Venuše přes sluneční kotouč; konec podoby cyklu, v němž během 243 let probíhaly 3 přechody, v období 1518–2854 budou v rámci tohoto cyklu probíhat vždy 4 přechody, ve dvou dvojicích oddělených 8 lety

## Narození
- 31. července – Filip III. Dobrý, burgundský, brabantský a lucemburský vévoda, zakladatel Řádu zlatého rouna († 1467)
- ? – Alfonso V., aragonský a neapolský král († 27. června 1458)
- ? – Michelozzo, italský architekt a sochař († 7. října 1472)
- ? – Kašpar Šlik, kancléř Svaté říše římské († 19. července 1449)

## Úmrtí
- 1. března – Jan Zhořelecký, braniborský a zhořelecký vévoda, syn Karla IV. (* 22. června 1370)
- 19. května – Jan I., aragonský král (* 27. prosince 1350)
- ? - Kateřina Bosenská, bosenská šlechtična a hraběnka z Celje (* 1336)

## Hlavy státu
- České království – Václav IV.
- Moravské markrabství – Jošt Moravský
- Svatá říše římská – Václav IV.
- Papež – Bonifác IX. a Benedikt XIII. (vzdoropapež)
- Anglické království – Richard II.
- Francouzské království – Karel VI. Šílený
- Polské království – Hedvika z Anjou a Vladislav II. Jagello
- Uherské království – Zikmund Lucemburský
- Litevské knížectví – Vladislav II. Jagello
- Byzantská říše – Jan V. Palaiologos